# Darmstadt Tennis International 2011
Il Darmstadt Tennis International 2011 è stato un torneo di tennis facente parte della categoria ITF Women's Circuit nell'ambito dell'ITF Women's Circuit 2011. Il torneo si è giocato a Darmstadt in Germania dall'11 al 17 luglio 2011 su campi in terra rossa e aveva un montepremi di 25 000 $.

## Vincitori

### Singolare
Mandy Minella ha battuto in finale  Karolína Plíšková con il punteggio di 7–6(5), 6–2

### Doppio
Natela Dzalamidze /  Anna Zaja hanno battuto in finale  Hana Birnerová /  Karolína Plíšková con il punteggio di 7–5, 2–6, [10–6]